# Arcidiocesi di Siviglia

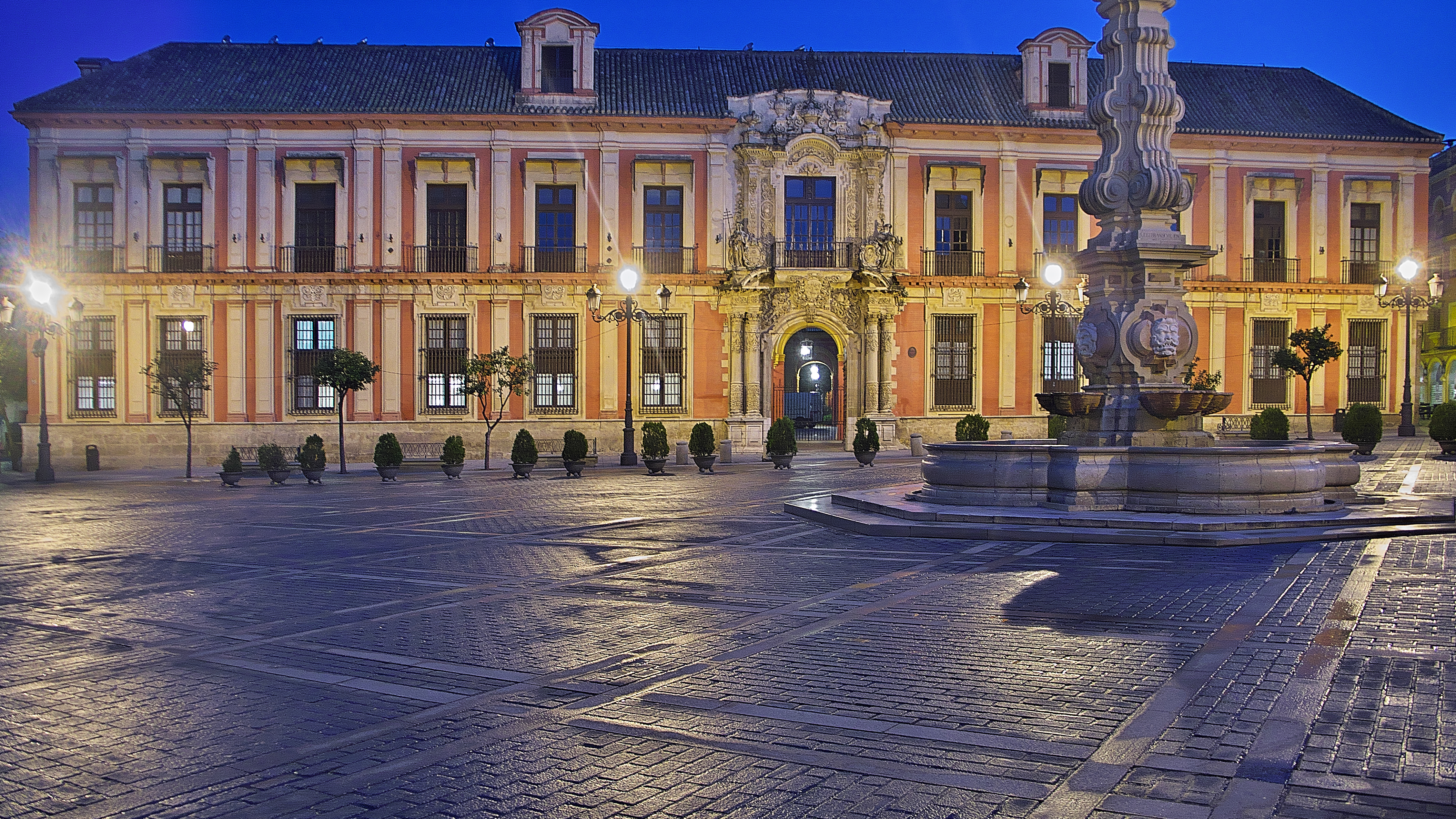
Vista notturna del palazzo arcivescovile di Siviglia.

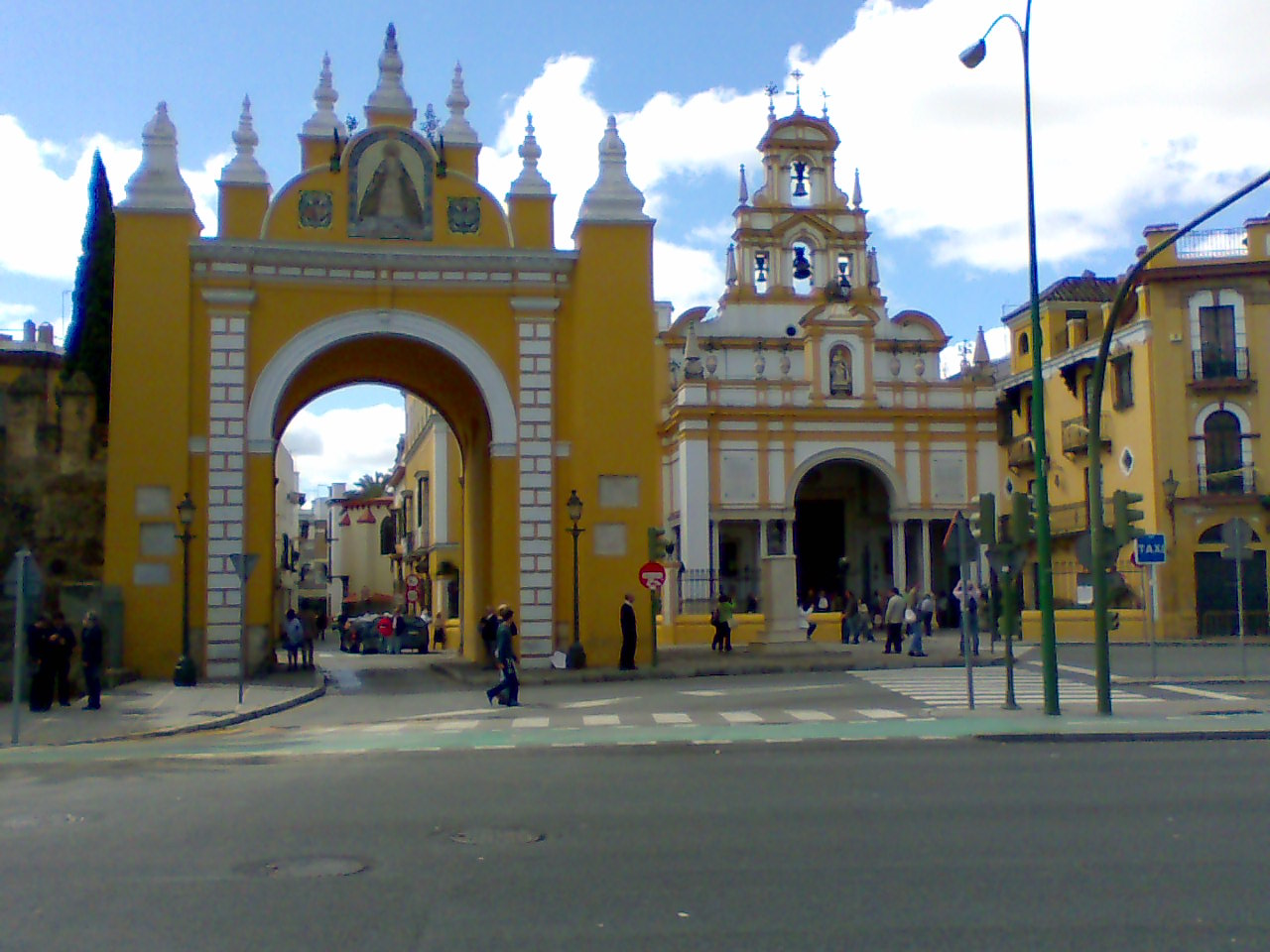
La basilica della Macarena a Siviglia.

L'arcidiocesi di Siviglia (in latino Archidioecesis Hispalensis) è una sede metropolitana della Chiesa cattolica in Spagna. Nel 2022 contava 1.914.922 battezzati su 1.958.922 abitanti. È retta dall'arcivescovo Josep Ángel Sáiz Meneses.

## Territorio
L'arcidiocesi comprende la provincia di Siviglia.
Sede arcivescovile è la città di Siviglia, dove si trova la cattedrale di Santa Maria, il più grande edificio gotico del mondo e una delle chiese più grandi al mondo. A Siviglia sorgono anche 4 basiliche minori: la basilica della Macarena, Maria Ausiliatrice, Jesús del Gran Poder e la basilica del Cristo de la Expiración.
Il territorio si estende su 14.036 km² ed è suddiviso in 264 parrocchie.

### Provincia ecclesiastica
La provincia ecclesiastica di Siviglia, istituita fin dal IV secolo, comprende le seguenti suffraganee:
- la diocesi di Cadice e Ceuta
- la diocesi di Cordova
- la diocesi di Huelva
- la diocesi delle Isole Canarie
- la diocesi di Jerez de la Frontera
- la diocesi di San Cristóbal de La Laguna

## Storia
La diocesi fu eretta probabilmente nel III secolo, epoca in cui si trova riscontro documentale dei primi vescovi, ma forse in epoca ancora più antica, secondo alcuni nel I secolo.
Nel IV secolo fu elevata al rango di arcidiocesi metropolitana.
Nel VII secolo vissero i famosi arcivescovi san Leandro e sant'Isidoro. Il primo di loro contribuì alla conversione di Ermenegildo e di Recaredo e presiedette nel 589 il III Concilio di Toledo. Il secondo presiedette il IV Concilio di Toledo e fu illustre per la sua dottrina, tanto che successivamente fu proclamato dottore della Chiesa.
Durante la dominazione araba la successione episcopale presenta solo deboli tracce. Per circa un secolo, dalla metà del XII secolo alla metà del XIII secolo la diocesi fu soppressa.
Nel 1251 la sede fu ristabilita. Dopo la Reconquista la maggior parte delle moschee della città furono convertite in chiese, ma Santa María la Blanca, Santa Cruz e San Bartolomé furono concesse agli ebrei come sinagoghe. La cattedrale fu eretta sulla base della grande moschea, opera dell'emiro che costruì la moschea dell'Aljama, ricostruita nel 1171 dall'emiro almohade Abu Ya'qub Yusuf I. Il famoso campanile della Giralda è opera di Almanzor. Per ottenere l'orientamento liturgico, quando la moschea fu trasformata in una cattedrale la sua larghezza divenne la lunghezza della nuova chiesa e fu divisa in due parti, di cui la minore fu separata dal resto con una balaustrata e una grata per ricavarne la cappella reale.
In seguito alla scoperta dell'America, l'arcidiocesi di Siviglia estese al Nuovo Mondo la sua giurisdizione territoriale. Quando negli anni 1510 furono create le prime diocesi americane, Siviglia ne divenne metropolitana. La giurisdizione metropolitica di Siviglia sulle Americhe cessò il 12 febbraio 1546, con l'elevazione al rango di arcidiocesi delle sedi di Santo Domingo, Città del Messico e Lima.
Il 22 ottobre 1953 cedette una porzione del suo territorio a vantaggio dell'erezione della diocesi di Huelva.
Il 30 aprile 1958, in forza del decreto Quum sollemnibus della Congregazione concistoriale, furono rivisti i confini dell'arcidiocesi per farli coincidere con quelli della provincia civile, in applicazione del concordato tra la Santa Sede e il governo spagnolo del 1953. L'arcidiocesi di Siviglia cedette l'arcipresbiterato di Campillos e la parrocchia di La Alameda alla diocesi di Malaga, e le 2 parrocchie di Fuente Palmera e di Puente Genil alla diocesi di Cordova. In compenso si ingrandì con gli arcipresbiterati di Olvera e di Grazalema già appartenuti alla diocesi di Malaga.
Il 3 marzo 1980 cedette un'altra porzione di territorio a vantaggio dell'erezione della diocesi di Jerez de la Frontera.

## Cronotassi dei vescovi
Si omettono i periodi di sede vacante non superiori ai 2 anni o non storicamente accertati.
- Marcelo † (III secolo)
- Ignoto † (III secolo)
- Savino I † (prima del 287 - 300/306)
- Evidio †
- Deodato †
- Semproniano †
- Gemino †[3]
- Glaucio †[3]
- Marciano †[3]
- Sabino † (? - 441 espulso)[3]
  - Epifanio † (441 - dopo il 458 ?) (vescovo illegittimo)[3]
- Sabino † (458 - ?) (per la seconda volta)[3]
- Bracario † (seconda metà del V secolo)[3]
- Oroncio †[3]
- Zenón † (seconda metà del V secolo)[3]
- Asfalio †[3]
- Maximiano †[3]
- Salustio † (prima del 517 - dopo il 519)
- Crispino † (circa 522 - ?)
- Pigasio † (VI secolo)
- Esteban I † (VI secolo)
- Teódulo † (VI secolo)
- Jacinto † (VI secolo)
- Reparato † (VI secolo)
- Esteban II † (? - circa 578)
- San Leandro † (circa 579 - prima del 600 deceduto)[4]
- Sant'Isidoro † (circa fine VI secolo - 4 aprile 636 deceduto)[4]
- Honorato † (12 maggio 636 - 12 novembre 641 deceduto)[4]
- Antonio † (prima del 646 - dopo il 653)[4]
- Fugitivo † (menzionato nel 656)[4]
- Julián † (menzionato nel 681)[4]
- Floresindo † (prima del 683 - dopo il 688)[4]
- Félix † (? - 2 maggio 693 nominato arcivescovo di Toledo)[4]
- Faustino † (2 maggio 693 - ?)[4]
- Gabriel †
- Sisberto †
- Oppas † (710 - circa 711)
- Nonito †
- Elías †
- Teodulfo †
- Aspidio †
- Humeliano †
- Mendulano †
- David †
- Julián II †
- Teodula † (inizio del IX secolo)
- Juan I † (839 - prima dell'850)
- Recafredo † (circa 850 - prima dell'860)
- Anonimo † (menzionato nell'864)
- Juan II †
- Julián III † (menzionato nel 937)
- Clemente † (circa 1144 - 1145 dimesso)
  - Sede soppressa (1145-1251)
- Felipe † (1251 - 1258 dimesso)
- Raimundo de Losana † (maggio 1259 - 1286 deceduto)
- Fernando Pérez † (prima del 1286 - 1289)
- García Gutiérrez † (12 febbraio 1289 - 1294 deceduto)
- Sancho González † (1294 - 13 luglio 1295 deposto)
- Gonzalo † (13 luglio 1295 - 26 novembre 1295 dimesso)
- Sancho González † (26 novembre 1295 - dopo il 20 maggio 1299) (per la seconda volta)
- Juan Almoravid † (9 giugno 1300 - dopo il 5 ottobre 1302 deceduto)
- Fernando Gutiérrez Tello † (7 agosto 1303 - 26 aprile 1323 deceduto)
- Juan Sánchez † (23 dicembre 1323 - dopo il 26 novembre 1348 deceduto)
- Nuño de Fuentes † (28 gennaio 1349 - 1361 deceduto)
- Alfonso Fernando de Toledo y Vargas, O.E.S.A. † (18 giugno 1361 - 27 dicembre 1366 deceduto)[5].
- Pedro Gómez Barroso y García † (4 giugno 1369 - 30 maggio 1371 dimesso)
- Fernando Álvarez de Albornoz † (9 giugno 1371 - 1380)
  - Pedro Gómez Álvarez de Albornoz † (1380 - 1º luglio 1390 deceduto) (amministratore apostolico)[6]
  - Sede vacante (1390-1394)
- Gonzalo de Mena y Roelas † (28 gennaio 1394 - 21 aprile 1401 deceduto)
- Alfonso de Egea † (30 luglio 1403 - 20 settembre 1408 nominato patriarca di Costantinopoli)
  - Alfonso de Egea † (20 settembre 1408 - 9 giugno 1417 deceduto) (amministratore apostolico)
- Diego de Anaya Maldonado † (16 marzo 1418 - 1431 deposto)
  - Lope de Olmedo † (11 marzo 1431 - 1433 dimesso) (amministratore apostolico)
- Juan de Cerezuela † (7 gennaio 1433 - 8 novembre 1434 nominato arcivescovo di Toledo)
- Diego de Anaya Maldonado † (25 febbraio 1435 - dopo il 26 settembre 1437 deceduto) (per la seconda volta)
- Gutierre Álvarez de Toledo † (12 maggio 1439 - 18 giugno 1442 nominato arcivescovo di Toledo)
- García Enríquez Osorio † (11 luglio 1442 - aprile 1448 deceduto)
  - Juan de Cervantes † (7 aprile 1449 - 25 novembre 1453 deceduto) (amministratore apostolico)
- Alonso I de Fonseca y Ulloa † (4 febbraio 1454 - 3 dicembre 1460 nominato arcivescovo di Santiago di Compostela)
  - Alonso II de Fonseca y Acevedo † (3 dicembre 1460 - 1464 dimesso?) (amministratore apostolico)
- Alonso I de Fonseca y Ulloa † (1464 - 1473 deceduto) (per la seconda volta)
  - Pietro Riario, O.F.M.Conv. † (25 giugno 1473 - 3 gennaio 1474 deceduto) (amministratore apostolico)
  - Pedro González de Mendoza † (9 maggio 1474 - 13 novembre 1482 nominato arcivescovo di Toledo) (amministratore apostolico)
- Iñigo Manrique de Lara † (15 gennaio 1483 - aprile 1485 deceduto)
- Diego Hurtado de Mendoza y Quiñones † (29 agosto 1485 - 12 settembre 1502 deceduto)
- Juan de Zúñiga y Pimentel † (5 maggio 1503 - 26 luglio 1504 deceduto)
- Diego de Deza, O.P. † (30 ottobre 1504 - 9 luglio 1523 deceduto)
- Alfonso Manrique de Lara † (31 agosto 1523 - 28 settembre 1538 deceduto)
- Juan García Loaysa, O.P. † (21 maggio 1539 - 22 aprile 1546 deceduto)
- Fernando Valdés † (27 agosto 1546 - 9 dicembre 1566 deceduto)
  - Sede vacante (1566-1569)
- Gaspar Zúñiga Avellaneda † (22 giugno 1569 - 2 gennaio 1571 deceduto)
- Cristóbal Rojas Sandoval † (18 maggio 1571 - 22 settembre 1580 deceduto)
- Rodrigo de Castro Osorio (de Lemos) † (20 ottobre 1581 - 20 settembre 1600 deceduto)
- Fernando Niño de Guevara † (30 aprile 1601 - 8 gennaio 1609 deceduto)
- Pedro Castro Quiñones † (5 luglio 1610 - 20 dicembre 1623 deceduto)
- Luis Fernández de Córdoba † (11 marzo 1624 - 26 giugno 1625 deceduto)
- Diego Guzmán de Haros † (15 settembre 1625 - 21 gennaio 1631 deceduto)
- Gaspar de Borja y Velasco † (19 febbraio 1632 - 16 gennaio 1645 nominato arcivescovo di Toledo)
- Agustín Spínola Basadone † (16 gennaio 1645 - 12 febbraio 1649 deceduto)
- Domingo Pimentel Zúñiga, O.P. † (19 luglio 1649 - 1652 dimesso)
- Pedro Tapia, O.P. † (23 settembre 1652 - 25 agosto 1657 deceduto)
- Pedro Urbina Montoya, O.F.M. † (1º aprile 1658 - 6 febbraio 1663 deceduto)
- Antonio Paiño Sevilla † (4 giugno 1663 - 23 maggio 1669 deceduto)
- Ambrosio Ignacio Spínola y Guzmán † (7 ottobre 1669 - 14 maggio 1684 deceduto)
- Jaime de Palafox y Cardona † (13 novembre 1684 - 2 dicembre 1701 deceduto)
- Manuel Arias y Porres, O.S.Io.Hieros. † (3 aprile 1702 - 16 novembre 1717 deceduto)
  - Sede vacante (1717-1720)
- Felipe Antonio Gil Taboada † (4 marzo 1720 - 29 aprile 1722 deceduto)
- Luis Salcedo Azcona † (7 ottobre 1722 - 3 maggio 1739 deceduto)
  - Sede vacante (1739-1741)
  - Luigi Antonio di Borbone-Spagna † (19 settembre 1741 - 18 dicembre 1754 dimesso) (amministratore apostolico)
- Francisco de Solís Folch de Cardona † (17 novembre 1755 - 21 marzo 1776 deceduto)
- Francisco Javier Delgado Venegas † (20 maggio 1776 - 10 dicembre 1781 deceduto)
  - Sede vacante (1781-1783)
- Alonso Marcos de Llanes Argüelles † (15 dicembre 1783 - 7 gennaio 1795 deceduto)
- Antonio Despuig y Dameto † (18 dicembre 1795 - 30 gennaio 1799 dimesso[7])
- Luigi Maria di Borbone-Spagna † (15 marzo 1799 - 22 dicembre 1800 nominato arcivescovo di Toledo)
  - Luigi Maria di Borbone-Spagna † (22 dicembre 1800 - 19 maggio 1814 dimesso) (amministratore apostolico)
- Romualdo Antonio Mon y Velarde † (23 settembre 1816 - 16 dicembre 1819 deceduto)
  - Sede vacante (1819-1824)
- Francisco Javier de Cienfuegos y Jovellanos † (20 dicembre 1824 - 21 giugno 1847 deceduto)
- Judas José Romo y Gamboa † (17 dicembre 1847 - 11 gennaio 1855 deceduto)
  - Sede vacante (1855-1857)
- Manuel Joaquín Tarancón y Morón † (3 agosto 1857 - 26 agosto 1862 deceduto)
- Luis de la Lastra y Cuesta † (16 marzo 1863 - 5 maggio 1876 deceduto)
- Joaquín Lluch y Garriga, O.C.D. † (22 giugno 1877 - 28 settembre 1882 deceduto)
- Zeferino González y Díaz Tuñón, O.P. † (15 marzo 1883 - 27 marzo 1885 nominato arcivescovo di Toledo)
- Bienvenudo Monzón y Martín † (27 marzo 1885 - 10 agosto 1885 deceduto)
- Zeferino González y Díaz Tuñón, O.P. † (15 gennaio 1886 - 28 novembre 1889 dimesso) (per la seconda volta)
- Benito Sanz y Forés † (30 dicembre 1889 - 1º novembre 1895 deceduto)
- Beato Marcelo Spínola y Maestre † (2 dicembre 1895 - 20 gennaio 1906 deceduto)
- Salvador Castellote y Pinazo † (6 dicembre 1906 - 23 dicembre 1906 deceduto)
- Enrique Almaraz y Santos † (18 aprile 1907 - 16 dicembre 1920 nominato arcivescovo di Toledo)
- Eustaquio Ilundáin y Esteban † (16 dicembre 1920 - 10 agosto 1937 deceduto)
- Pedro Segura y Sáenz † (14 settembre 1937 - 8 aprile 1957 deceduto)
- José María Bueno y Monreal † (8 aprile 1957 succeduto - 22 maggio 1982 ritirato)
- Carlos Amigo Vallejo, O.F.M. † (22 maggio 1982 - 5 novembre 2009 ritirato)
- Juan José Asenjo Pelegrina (5 novembre 2009 succeduto - 17 aprile 2021 ritirato)
- Josep Ángel Sáiz Meneses, dal 17 aprile 2021

## Statistiche
L'arcidiocesi nel 2022 su una popolazione di 1.958.922 persone contava 1.914.922 battezzati, corrispondenti al 97,8% del totale.
| anno | popolazione | popolazione | popolazione | presbiteri | presbiteri | presbiteri | presbiteri                | diaconi | religiosi | religiosi | parrocchie |
| anno | battezzati  | totale      | %           | numero     | secolari   | regolari   | battezzati per presbitero | diaconi | uomini    | donne     | parrocchie |
| ---- | ----------- | ----------- | ----------- | ---------- | ---------- | ---------- | ------------------------- | ------- | --------- | --------- | ---------- |
| 1950 | 1.750.000   | 1.750.610   | 100,0       | 753        | 428        | 325        | 2.324                     |         | 822       | 3.675     | 319        |
| 1969 | 1.838.061   | 1.838.061   | 100,0       | 1.033      | 571        | 462        | 1.779                     |         | 1.098     | 3.473     | 263        |
| 1980 | 1.826.650   | 1.827.540   | 100,0       | 949        | 516        | 433        | 1.924                     |         | 801       | 3.410     | 320        |
| 1990 | 1.532.560   | 1.600.024   | 95,8        | 741        | 414        | 327        | 2.068                     | 18      | 561       | 2.096     | 247        |
| 1999 | 1.735.000   | 1.744.770   | 99,4        | 654        | 387        | 267        | 2.652                     | 38      | 511       | 2.401     | 255        |
| 2000 | 1.733.200   | 1.745.230   | 99,3        | 656        | 386        | 270        | 2.642                     | 28      | 458       | 2.276     | 256        |
| 2001 | 1.764.728   | 1.768.228   | 99,8        | 679        | 392        | 287        | 2.599                     | 33      | 544       | 2.348     | 256        |
| 2002 | 1.774.720   | 1.783.441   | 99,5        | 677        | 387        | 290        | 2.621                     | 33      | 502       | 2.375     | 256        |
| 2003 | 1.841.019   | 1.851.040   | 99,5        | 685        | 391        | 294        | 2.687                     | 37      | 502       | 2.388     | 256        |
| 2004 | 1.749.750   | 1.758.720   | 99,5        | 666        | 374        | 292        | 2.627                     | 37      | 497       | 2.399     | 256        |
| 2010 | 1.890.000   | 1.900.224   | 99,5        | 692        | 436        | 256        | 2.731                     | 47      | 504       | 2.012     | 258        |
| 2014 | 1.886.000   | 1.942.155   | 97,1        | 588        | 340        | 248        | 3.207                     | 56      | 347       | 1.778     | 261        |
| 2017 | 1.886.300   | 1.941.825   | 97,1        | 650        | 425        | 225        | 2.902                     | 62      | 314       | 1.583     | 263        |
| 2020 | 1.897.000   | 1.942.389   | 97,7        | 636        | 414        | 222        | 2.982                     | 62      | 306       | 1.531     | 264        |
| 2022 | 1.914.922   | 1.958.922   | 97,8        | 615        | 419        | 196        | 3.113                     | 63      | 278       | 1.431     | 264        |

## Facoltà teologica
La Facoltà di teologia sant'Isidoro di Siviglia è dedicata alla formazione dei docenti di religione per le scuole primarie, secondarie e di baccellierato. Dipende dall'Arcidiocesi di Siviglia.
La facoltà pubblica Isidorianum, rivista scientifica internazionale ad accesso aperto i cui contenuti sono sottoposti a revisione paritaria a doppio cieco e pubblicati in spagnolo, inglese, francese, tedesco, italiano e portoghese, e rilasciati sotto licenza Creative Commons. Fondata nel 1967 e poi di nuovo nel 1991, pubblica articoli scientifici e recensioni riguardanti gli studi religiosi (filosofia della religione e filosofia cristiana, teologia biblica e sistematica, patristica e storia della Chiesa).